# Фузилёрные батальоны (Бельгия)
Фузилёрные батальо́ны (фр. Bataillons de fusiliers, нидерл. Bataljon Fusiliers) — воинские части, сформированные из местных жителей после освобождения Бельгии в 1944 году. В целом, в период между октябрём 1944 и июнем 1945 года было сформировано 57 отдельных батальонов. Около 20 батальонов участвовали в боевых действиях союзных войск в 1945 году. В декабре 1944 года началась реорганизация остальных фузилёрных батальонов в бригады.

## История
1-й и 2-й фузилёрские батальоны закончили боевой путь в Нидерландах, 4-й — на Рейне, 5-й — в Арденнах, 6-й — в Ремагене, 7-й — в Пльзене (Чехословакия).